# Дафо Трендафилов
Дафо Манолов Трендафилов е български музикант – майстор-гайдар от Родопската фолклорна област и преподавател.

## Биография
Роден на 17 януари 1919 г. в село Гела, Смолянско. На гайда се научава да свири на 14-годишна възраст. През 1965 г. Дафо Трендафилов става майстор на гайди, като през целия си живот изработва над 800 каба-гайди.
През 1971 г., когато се открива Националното училище за фолклорни изкуства в Широка лъка, Дафо Трендафилов става първият учител по гайда. Работи в училището 21 години, през който период има над 250 ученици. Обучението на младите гайдари се извършва по „слухово-подражателния метод“.
Дафо Трендафилов има епизодични роли във филмите „Края на песента“, „Капитан Петко войвода“ и „Време разделно“, изпълнява съпровода на гайда в два албума на народната певица Радка Кушлева.
Свирил е на Роженския събор с оркестър „100 каба гайди“. През 2005 г. излиза албумът „Думай, гайдо, думай“, в който са поместени 25 негови инструментални изпълнения на родопска каба-гайда, най-популярното сред които е „Остани сбогом, Стара планино“.
Умира на 4 декември 2010 г. в родното си село Гела.